# Хипотетичка ваљаност
Хипотетичка ваљаност је поступак којим се утврђује могућа теоријска ваљаност мерног инструмента (теста, упитника или скале). Један од начина провере хипотетичке ваљаности теста је факторска анализа.